# Địa Thủy Sư
Quẻ Địa Thủy Sư

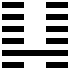
Hình quẻ Địa Thủy Sư

 còn gọi là quẻ Sư 師 (shí), là quẻ số 07 trong Kinh Dịch.
- Nội quái là ☵ (:|: 坎 kản) Khảm hay Nước (水).
- Ngoại quái là ☷ (::: 坤 kún) Khôn hay Đất (地).

Phục Hy ghi: Tạng tất hữu chúng khởi, cố thụ chi dĩ sư, sư giả chủng dã.
Văn Vương ghi thoán từ: Sư: trinh, trượng nhân cát, vô cữu (師: 貞, 丈人吉, 无 咎).
Chu Công viết hào từ : 

Sơ lục: Sư, xuất dĩ luật, phủ tàng, hung.

Cửu nhị: Tại sư, trung, cát, vô cữu, vương tam tích mệnh.

Lục tam: Sư, hoặc dư thi, hung.

Lục tứ: Sư, tả thứ, vô cữu.

Lục ngũ: Điền hữu cầm, lợi chấp ngôn, vô cữu. Trưởng tử xuất sư, đệ tử dư thi, trinh hung.

Thượng lục: Đại quân hữu mệnh. Khai quốc thừa gia, tiểu nhân vật dụng.
Giải nghĩa: Chúng dã. Chúng trợ. Đông chúng, vừa làm thầy, vừa làm bạn, học hỏi lẫn nhau, nắm tay nhau qua truông, nâng đỡ. Sĩ chúng ủng tòng chi tượng: tượng quần chúng ủng hộ nhau.